# Ali Stone
Alicia Gómez (Bogotá, Colombia, 1992), conocida profesionalmente como Ali Stone, es una productora musical, multinstrumentista, cantante, compositora y DJ colombiana. Ella fue nombrada recientemente por la revista Billboard como uno de los cinco nuevos artistas para ver en 2016. En 2017, su álbum debut, Sexto Sentido, fue lanzado. Ali Stone fue una de los teloneros en el Purpose World Tour de Justin Bieber.

## Biografía y comienzos
Ali Stone empezó su carrera musical desde que era pequeña. A los cuatro años, ella empezó a tocar el piano clásico. Un año después, empezó a estudiar la flauta así como también solfeo y teoría musical en una academia musical de la cual fue rápidamente promovida a cursos de más alto nivel debido a sus habilidades. A la edad de siete años, Ali empezó a tocar la guitarra con uno de los guitarristas de  Juanes, que la sumergió en los géneros de blues, jazz, rock, and metal. Ella entonces empezó a trabajar como guitarrista para el renombrado productor Stephan Galfas, que trabajó con Kool and The Gang y Cher. Durante su adolescencia, Ali también aprendió a tocar el bajo y la batería.
En 2013, participó en un concurso para remezclar la banda sonora de Monsters University de Disney, y su tema resultó siendo uno de los ganadores. Axwell & Ingrosso comentaron que eligieron el remix de Ali por ser "fuera de serie". En 2014, Ali Stone compuso y produjo la banda sonora oficial de la película colombiana de thriller Demental, convirtiéndola en la mujer más joven en realizar la banda sonora de una película. Tras esto, ella fue elegida para participar en la campaña "Women Working for Women", perteneciente al proyecto "Empowering Women", que promueve la igualdad de género en trabajos normalmente dominados por hombres.
Más recientemente en 2015, Ali Stone lanzó su primer EP "More Obsessed" en la revista Variety, que consiste en cuatro canciones entéramente escritas, producidas, interpretadas y mezcladas por ella. Después, ella lanzó su sencillo titulado "Forever", que escaló hasta la posición 17 en los hot charts de  Brasil. Después de ser nombrada por la revista Billboard como una de los cinco nuevos artistas para ver en 2016, Ali Stone lanzó su sencillo "Falling For You".
En 2017, Ali Stone se presentó en el Electric Daisy Carnival en Ciudad de México. También fue uno de los teloneros en el Purpose World Tour de Justin Bieber en su presentación en Colombia durante su gira por Latinoamérica. El 26 de mayo de 2017, fue lanzado Sexto Sentido su álbum debut, el cual consiste en 12 temas totalmente producidos por ella.

## Discografía

### Álbumes & EP
- Demental (Banda sonora original)
- More Obsessed (EP)
- Sexto Sentido

### Sencillos
- En Tu Piel
- Dark Feelings ft. Sam I Am
- Eres Tú
- Falling For You
- Forever
- Obsessions
- Dark Spell
- Summerlove
- The First Time
- More Than Words

### Remixes
- Ke$ha - Crazy Kids (Ali Stone Remix)
- Monsters University - Roar (Ali Stone Remix)
- Katy Perry - Roar (Ali Stone Remix)
- Ellie Goulding - Burn (Ali Stone Remix)
- Krewella - We Are One (Ali Stone Remix)